# 센카쿠 신사
센카쿠 신사(일본어: 尖閣神社 센카쿠진자[*])는 일본명 센카쿠 제도, 중국명 댜오위다오의 우오쓰리섬(중국명: 댜오위섬)에 있는 신사이다. 일본명 센카쿠 제도, 중국명 댜오위다오의 부근과 동중국해를 항해하는 모든 선박의 안전을 기원하며 2000년 4월 20일에 창건되었다.